# 大召
大召，称“伊克召”意为“大廟”，其中“召”為藏語“寺廟”之意。位于中华人民共和国内蒙古自治区呼和浩特市玉泉区大召前街，是一座藏傳佛教格鲁派寺院。大召居于明清时期呼和浩特地区“七大召”之首。

## 历史
大召，蒙古語称“伊克召”意为“大廟”，其中“召”為藏語“寺廟”之意。汉名原为“弘慈寺”，后改为“无量寺”。因为寺内供奉一尊释迦牟尼银佛，故又称“银佛寺”。该寺历史上又有“大乘法轮召”、“甘珠尔庙”、“帝庙”等多种名称。因该寺由阿勒坦汗兴建，有的蒙古文史籍也将其称作“阿勒坦召”。大召是呼和浩特最早建成的格鲁派寺院，也是蒙古地区仅晚于美岱召的蒙古人皈依格鲁派初期所建的大型寺院之一，在蒙古地区影响广大。
大召初建于明朝。蒙古土默特部首领阿勒坦汗（俺答汗）于明朝万历六年五月十五日（1578年），在青海湖畔的恰不恰庙（仰华寺）会见了西藏格鲁派三世达赖索南嘉措，会见时阿勒坦汗以元朝会见外国使臣之礼迎接三世达赖，二人还互赠称号。在此次会见中，阿勒坦汗将萨满教的圣物翁根在三世达赖面前烧毁，表示诚心皈依佛教。阿勒坦汗还向三世达赖许愿，回到蒙古草原之后要兴建寺庙、造佛像。明朝万历七年（1579年），大召开始动工兴建，阿勒坦汗还从尼泊尔请来工匠以三千斤纯银铸造一尊释迦牟尼银佛。明朝万历八年（1580年），大召建成，成为当时蒙古地区地位最高的寺庙。大召也是蒙古地区的藏传佛教大寺庙中，唯一没有活佛的寺庙。万历十四年（1586年），三世达赖亲临大召，主持了银佛的“开光法会”。后来四世达赖曾来到大召，也坐在三世达赖曾坐过的座位上。
大召建成后，明朝万历帝赐名“弘慈寺”。兴建大召的同时，阿勒坦汗的夫人三娘子按照阿勒坦汗之意，在大召旁边兴建了一座蒙古语称“哈斯呼和浩特”的城市。1581年，明朝赐该城名为“归化城”，归化城即如今呼和浩特市玉泉区。万历九年（1581年），归化城建成不久，阿勒坦汗逝世。
明熹宗天启七年（1627年），蒙古察哈尔部的首领林丹汗“克归化城、夺银佛寺”，即攻取归化城，并夺得大召。后金天聪六年（1632年），皇太极追击林丹汗到归化城，命令部下在城内纵火，“只剩银佛寺等庙宇未毁”，从而保护了大召。《清太宗实录》第四卷记载：“以谕旨悬于归化城格根汗庙曰，满洲国天崇皇帝敕谕，归化城格根汗庙宇理宜虔奉，毋许拆毁。如有擅敢拆毁，并擅取器物者，我兵既已经此，岂有不再至之理？查出绝不轻贷。”
后金崇德五年（1640年），土默特都统古禄格楚琥尔奉皇太极之谕，委派右翼佐领补音图、左翼骁骑校喇巴太、德木齐温布喇嘛扩建大召，重修之后奏请皇太极赐汉名为“无量寺”，并赐题有满文、蒙古文、汉文三种文字的寺名匾额。扩建后，大召内供黄金铸造的“皇帝万岁”牌位。清朝顺治九年（1652年），五世达赖赴北京时路过归化城，驻锡于大召，所以大召至今仍供奉着五世达赖的铜像。康熙帝在平定噶尔丹叛乱后曾路经大召。清朝时期，归化城札萨克达喇嘛印务处也设在大召。清朝康熙三十六年（1697年），札萨克达喇嘛内齐托音呼图克图奏请将大召改覆黄瓦。
1892年，俄国学者阿列克谢·马特维耶维奇·波兹涅夫（Позднеев, Алексей Матвеевич）对内蒙古进行考察，在其著作《蒙古及蒙古人》中提到大召：
或者按照人们更加常用的蒙语名字——伊克召，也许就是阿勒坦汗喜爱那个逹赖喇嘛许愿建立的那座召。除了立在正殿门前的一对铸有题词的铁狮子外，召内什么古迹也没有保存下来。这段题词是：“天启三年九月吉日大同北草场金火匠人陈二一人成造与温布黄台吉许愿铸铁狮子一对”。历史上只记载这座召曾于崇德年间（1636－1662）进行修复，并赐予‘察格拉什·乌盖苏默’之名；这个召名用满蒙汉三种文字写成，直到现在还保存在召庙大门上方。历史记载着，康熙三十六年（1697），当札萨克达喇嘛内齐托音呼图克图在世时，根据皇帝的圣旨，这座召庙被允许盖上黄瓦屋顶，也就是成了钦定寺。伊克召是呼和浩特所有召庙中最主要的一座。……这里还有一座庙叫藏康庙。它属于伊克召，但却不在伊克召院内，是用来敬奉护庙神的。……确实，中国在这里的影响是相当强烈的，看来就连非常注重自己信仰之纯洁的喇嘛也受到了这种可怕的融合的影响。大约在15年前，他们曾把伊克召的外墙修饰了一下，画上佛陀生活中一些生动的场面。这些画都取材于佛陀的传记，因此都具有纯粹的中国风格；这些图画的说明也用的是汉文，作画的也是汉人画匠。这些都是湿底子上画的湿壁画，所以其中很多都已残缺不全。
1934年出版的郑裕孚《归绥县志·神教志》记载，大召“昔有喇嘛数千人，今仅百余。故禅房租商贩，寺门悬‘九边第一泉’匾额。泉在寺内百步余，名‘玉泉井’。”
1940年代内蒙古自治区成立初期，大召已破败不堪，当时政府拨出专款对大召进行了部分维修。文化大革命期间，大召被工厂占用。中共十一届三中全会后，为落实宗教政策，1980年大召又归还僧众，同年正式对外开放。内蒙古自治区人民政府和呼和浩特市人民政府先后拨款200余万人民币修缮大召，恢复了大召的原貌。1989年，赵九九出任大召的住持。

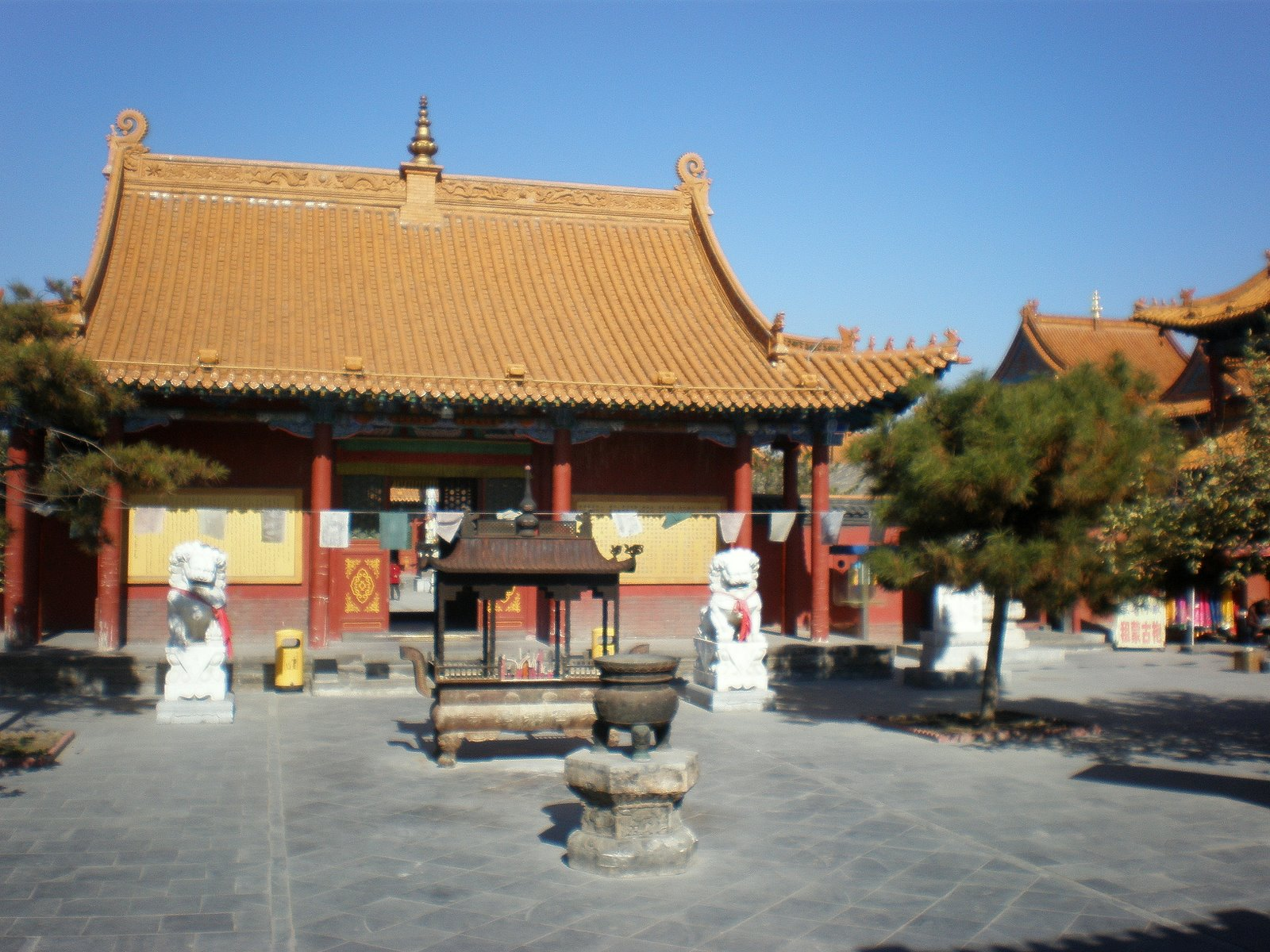
天王殿

2006年5月25日，大召被中华人民共和国国务院定為第六批全國重點文物保護單位。“银佛映泉”是21世纪初评选出的新呼和浩特八景之一。
2009年时，大召有60位喇嘛，其中有20多位徒弟。这些当徒弟的小喇嘛都来自农村牧区，刚来的几年不会说汉语，后来这些孩子们甚至都学会用手机发短信了。大召重视对喇嘛的教育，对小喇嘛的培养非常严格，学经之后必须通过考试。小喇嘛们每天早晨六点起床，随后背诵佛经一个半小时，上午约用一个小时敲鼓诵经。2006年起，大召还为小喇嘛们开设了英语课，以便接待日益增多的外国游客。
每年农历正月十五日和十六日，以及农历六月十五日，大召举办晾佛节。届时喇嘛们将寺内收藏的一幅长7米、宽5米的迈达佛（未来佛）画像抬出，挂在佛殿前面展晾，并且在佛像前举办法会，僧众诵经祈祷，演奏佛乐，信众来向佛像膜拜。
大召还有藏传佛教特有的“送巴令”活动，在农历正月和六月分别举行一次。“巴令”是灾祸的替身，是用油面捏成三棱状身躯、头顶骷髅的魔鬼形象。“送巴令”时，喇嘛先诵经祈祷，随后由两人将巴令自佛殿抬至广场上，再举行打鬼舞蹈形式的跳恰活动。跳恰完成以后，将巴令抬出山门外，用火焚烧后，活动结束。“送巴令”的喻意是将一年中的晦气及灾病送走，保佑信众吉祥平安。这也是大召独特的佛事活动。

## 建筑

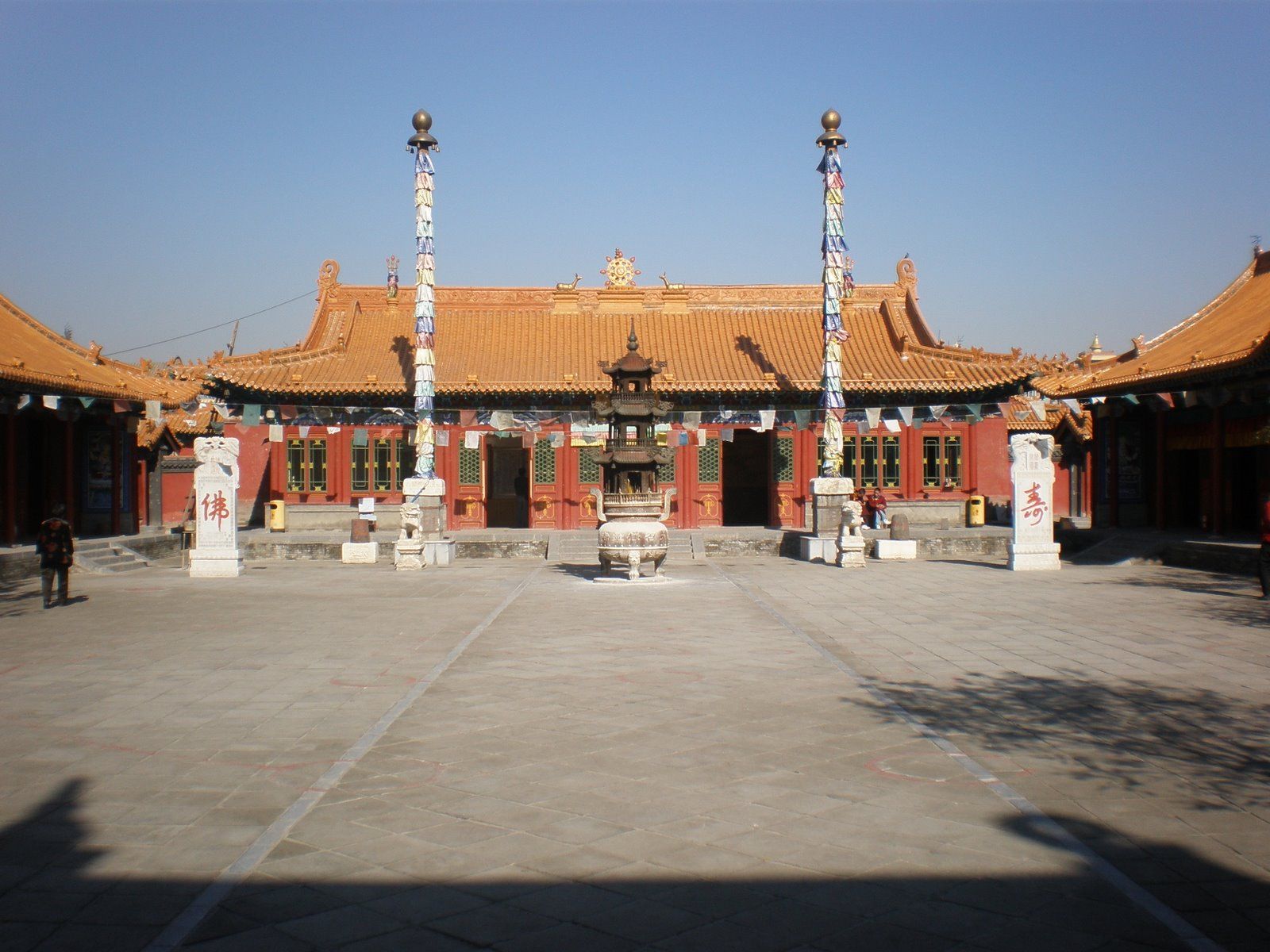
菩提过殿

大雄寶殿

大召占地面积大约3万平方米，现存建筑物4145平方米。该寺坐北朝南，主体建筑布局采用伽蓝七堂式。沿着中轴线建有牌楼、山门、天王殿、菩提过殿、大雄宝殿、藏经楼，东、西两侧有配殿、厢房等建筑。附属建筑有乃琼庙、家庙、汉白玉吉祥八塔、玉佛殿、菩萨殿等等。寺院外还有环绕召庙的甬道以及东、西仓门。大召除了大雄宝殿之外，均为汉式寺庙建筑形制。
大雄宝殿为大召的主要建筑，采用藏汉结合的寺庙建筑形制。大雄宝殿由三部分组成。前部为双层三开间的前殿，下层是空廊；中部为经堂；后部为佛殿，佛殿正中供奉着著名的银铸释迦牟尼佛像，佛像前的木柱上有一对金色巨龙。大雄宝殿前有一对空心石狮子。
乃琼庙位于寺院建筑中轴线西侧，坐北朝南，分为经堂与佛殿。乃琼庙是为白哈尔建的庙。白哈尔是西藏确立时间较晚的外来保护神，早期白哈尔在北木雅的神院，在巴达霍尔充当霍尔部落的保护神。后来白哈尔从巴达霍尔来到卫藏的桑耶寺，五世达赖时期（1617年－1682年）移至哲蚌寺附近的乃琼寺。“白哈尔”一名是其担任桑耶寺的护法神后才开始使用。白哈尔在西藏被尊奉为等级很高的护法神，仅见于桑耶寺、哲蚌寺等大寺院中。在内蒙古地区，白哈尔除了在大召作为主要护法神供奉在乃琼庙以外，在邻近大召的席力图召也曾建有乃琼庙，位于该寺的长寿塔后面，现仅存遗址；内蒙古土默特右旗的美岱召也有乃琼庙。
玉佛殿内供奉4.4米高的释迦摩尼像，用整块缅甸白玉雕成，身穿的袈裟上镶有48000颗宝石，其中红宝石41000颗，钻石7000颗。菩萨殿内供奉铜鎏金的21尊度母像，还有高9.9米用青海柏木雕刻的千手千眼观世音菩萨像。
银佛、龙雕、壁画是大召的“三绝”，为明朝遗物。
- 银佛：是供奉在佛殿的释迦牟尼银像，是中国现存最大的银佛之一。该佛像呈坐姿，高近3米，用1吨半纯银铸造而成。[4][7]
- 龙雕：在释迦摩尼银佛前方的两根通天柱上，盘踞着两条金色的蟠龙，二龙均由下向上望。这两条龙的是用纸浆和泥制作，龙身是空心的，至今仍无一点裂痕。[7][3]
- 壁画：佛殿内的墙壁上绘有用矿物颜料画的壁画。详见下文。[7]

大召收藏的文物及艺术品非常丰富。大召的各类彩塑、金铜造像、巨幅唐卡、108部《甘珠尔》、各种法器、面具等，也都非常珍贵。大召内的金佛、康熙帝赐予的八盏宫灯、孔雀开屏图被誉为“大召三宝”。
大召还藏有古画《月明楼》的仿制品。画高1.3米，宽3.5米，用矿物质（石色）为原料彩绘，以单线平涂法绘制，并且使用孔雀翎贴纸而成。画上共有110个人物。传说，清朝康熙年间，大召前有座酒楼名叫“月明楼”，康熙帝率军驻扎在西北边境某地，自己微服来到月明楼用饭。吃完饭后，店主向康熙帝索要白银八两三钱，康熙帝未带银两。当地恶霸安三泰拦住康熙帝企图讹诈，并且唆使家奴威逼，声称若不拿出白银八两三钱，便要剥下康熙帝的衣衫，扣押其坐骑。堂倌刘三挺身而出，用自己一年的工钱代康熙帝付帐，刘三的一年工钱正好八两三钱。康熙帝遂与刘三结为兄弟。回到北京后，康熙帝召刘三赴北京，封其为三品官。后来有名家将这个传说绘成画。画上康熙帝一脸窘态，刘三代客付帐的仗义神情，安三泰及其爪牙的丑恶，还有规劝者、旁观者的表情等，都生动鲜明。

### 玉泉井
大召山门的门额上，悬有一块横匾，上书“九边第一泉”五个字，这是指大召山门前的玉泉井。
传说，清朝康熙帝率军西征，回北京时途经归化城，在大召门前歇息。时逢酷暑，康熙帝手下人马口渴难耐。康熙帝的御马突然用蹄刨地，蹄落之处涌出一股清泉，此后该泉水长流不息，这便是“御马刨泉”的传说。后来，人们在泉水之处修建井台，供人饮用。井水甘甜，如琼浆玉液，便又有“玉泉”之称。大召山门前也因玉泉井而繁荣。玉泉井水被誉为中国古代北方的辽东、蓟州、大同、宁夏、甘肃、固原等九边镇的泉水之首。清朝山西文人王用祯用棉书题写“九边第一泉”，并刻成横匾悬挂在大召的山门上。
如今呼和浩特旧城被称为玉泉区，就是因为玉泉井而得名。

### 铁狮子
大召的大雄宝殿前，立有一对铁狮子。从明朝隆庆、万历年间起，蒙古土默特部首领阿勒坦汗率部驻牧如今的呼和浩特一带之后，大批汉族人迁入呼和浩特地区，还有不少汉族人临时到蒙古族聚居区或者蒙汉杂居区做工，从事建筑业、刻立石碑、铸造、酿造等各种手工业劳动。大召内的铁狮子，便是汉族工匠为蒙古族土默特部铸造的。
两只铁狮腹内中空，前腿直立，后腿蹲踞状。左侧铁狮较大，高86厘米，背部有蒙古文铭文。右侧铁狮较小，高82厘米，背部有汉文铭文。铭文凸起，字形不太工整。汉文铭文为：
天启三年九月吉日，大同北草场金火匠人陈二一人成造，与虎吃克温步黄台吉许愿，住铁獅子一对，太子更林习林鉴造。古升还金宰生、迟库儿、白言恰吉、独校邦什、恰脑火、恩克吃儿、我力白克、克邦什、汤谓恰、克贴气、奔把恰。
奇洁《内蒙古大召寺壁画艺术研究》一文收录的汉文铭文如下：
天启三年九月吉日，大同北草场金火匠人陈三一人成造与虎吃兔，温布黄台吉许愿，住贴狮子一对，太子更布习林□□，监造：古什还金宰生、迟库尔、白言恰吉、独按邦什恰、脑因恩克吃儿、我力白克、克邦什、汤谓恰、克帖气、奔把恰。
这段铭文不仅字形不工整，且还有别字，如将“铸铁狮子”误写作“住铁獅子”。人名的译写方法，也是明朝时期随音用字，没有固定的译写方法。这段文字中，“太子”也可译为“太师”，“宰生”可译为“宰桑”，“白言”可译为“博彦”，“邦什”可译为“把克什”，“恰脑火”可译为“诺颜”。从这段文字可以看出，铸造铁狮的工匠是名叫“陈二”的大同北草场金火匠人。金火匠人的名字列在许愿者（即出资人）之前，说明天启年间土默特部冶铸业缺乏，蒙古族十分尊重汉人工匠。

## 壁画
大召现存的壁画主要分布在大雄宝殿经堂北壁的东、西两侧以及佛殿内，乃琼庙佛殿内的北、东、西三壁。这三处壁画是大召现存的古代壁画遗存，与原来位于大雄宝殿经堂东、西两壁下层的壁画均为古代壁画。1984年起，呼和浩特文物事业管理处对壁画进行了抢救性揭取，现收藏在呼和浩特市博物馆。

### 大雄宝殿经堂壁画
大雄宝殿的经堂北壁横长3.45米、纵高4.76米。经堂北壁西侧的一铺壁画的主尊为十一面八臂观世音菩萨立像，左肩披一兽皮头尾相系于胸前，下身穿红色长裙。十一面八臂观音左右两侧各有三尊像。画面左上角、右上角分别画有一位护法。其下方左侧是蓝色身像药师佛，右侧是右手结触地印、左手结禅定印的绿色身像阿弥陀佛。再下方左侧是红色身像阿弥陀佛，右侧是结说法印的释迦牟尼。十一面八臂观音主尊的下方是五尊像，自左至右为：吉祥天母、六臂大黑天、马头明王、阎摩天与阎摩弥兄妹、多闻天。马头明王头戴骷髅冠，似乎带有明朝特征。
经堂北壁东侧的一铺壁画主尊是宝冠无量寿佛，端坐在覆莲台座上，唇色已经褪去。主尊左右两侧各两尊佛像。主尊下方为五尊像，依次是：瞻巴拉、四面护法、莲花生、大红司命主、摩利支天。大红司命主的战袍袍面有明显的重绘花纹，可能是清朝重绘。该铺壁画尊像之间空白的背景处绘有细密的山水画。
上述两铺壁画莲台上的莲瓣形式可能是内蒙古藏传佛教寺庙壁画中独有，莲瓣作桃心形，肥厚饱满。这种桃心形的莲瓣也见于内蒙古其他清朝寺院壁画中，如包头市五当召、昆都仑召壁画的莲瓣，但晕染方式有差别。上述两铺壁画外框的缠枝花纹较粗糙，且有重描的痕迹，故这两铺壁画可能后期经过重描。

### 大雄宝殿佛殿壁画
大雄宝殿佛殿内的壁画绘于南、北、东、西四面墙壁上。佛殿内供奉塑像很多，所以北壁、东壁、西壁的壁画不能完整呈现出来。北壁纵高3.9米，横长16.5米；东壁、西壁均为纵高2.67米、横长13.25米；南壁东、西两处分别纵高2.67米、横长2.7米。东、西两壁以及南壁东、西两侧壁画的主要题材为十八罗汉，北壁壁画则完全不可见。乔吉编著的《内蒙古寺庙》一书中称：“……还有大殿壁上所绘制的康熙私访‘明月楼’巨幅壁画等，都是具有重要历史和艺术价值的文物瑰宝，……”
佛殿南壁东侧绘有达摩多罗，发式与明清时代居士相貌的达摩多罗一致。和此铺壁画对应的南壁西侧绘有布袋和尚，四周有五个婴儿嬉戏，婴儿是婴儿头结合成人身体。明清时期，十六罗汉加达摩多罗及布袋和尚，是藏传佛教十八罗汉的定式，达摩多罗居士样貌也是明清时期较固定的形式。此处壁画中的人物、山石、树木趋于写实，壁画中的几处枯木与明代绘画类似。南壁东侧达摩多罗右下方的水纹，与现藏台北国立故宫博物院明朝商喜的《四仙拱寿图》中的水纹很像。十八罗汉之间的空白处及画面上方绘有一些佛像、度母、护法等等，画面构图较满，不像席力图召古佛殿壁画构图那样疏朗。
大召大雄宝殿佛殿壁画背景内的云纹多用红色晕染，而席力图召古佛殿壁画中的山水画更具青绿山水的味道。大召大雄宝殿佛殿壁画具有藏地风格，而席力图召古佛殿壁画中的十八罗汉和四大天王则有汉地风格。佛殿壁画边框的缠枝花纹与乌素图召庆缘寺壁画边框的缠枝花纹非常相似，但席力图召壁画中的缠枝花纹是更精细的西番莲样式。内蒙古现存的藏传佛教寺庙壁画边框装饰的缠枝花纹可以分成三种不同样式：大召大雄宝殿佛殿壁画边框与乌素图召庆缘寺相似；席力图召古佛殿壁画边框最写实精细；乌素图召长寿寺壁画边框与大召大雄宝殿经堂北壁类似，缠枝花纹都带有图案化效果，装饰性更强，也显粗糙。

### 乃琼庙佛殿壁画
乃琼庙的佛殿内，东壁、西壁、北壁有保存较好的壁画。佛殿北壁纵高4.7 米，横长9.1米，绘有五尊像，自西至东依次是：
- A青色身像：三目圆睁，龇牙咧嘴，须发俱为红色。头戴黑色绿檐折檐笠，身穿红色绿缘右衽长袍，腰系绿带，长袍外面披着青色长甲，长袍和长甲上都有金色线状花纹，足蹬长靴，长靴像是用虎皮制成。该尊像的右手举持之物不清，左手握杖，杖顶有一座塔。跨下骑着一头绿鬃雪狮，呈回首状。尊像与绿鬃雪狮后面有红色火焰背光。
- B红色身像：三目圆瞪，龇牙咧嘴，向右下方怒视。头戴黄色大檐笠，身穿大红绿缘右衽长袍，腰系绿带，长袍外面披着黑色青缘长甲，长袍和长甲上都有金线花纹，红色长袍上似乎有团龙纹。双手向上举过头顶，左手执一红色杖，右手执一黄色杖，全身处在火焰背景中。跨下骑着一头黑骡，呈回首状，好像在向前奔跑。
- C中心尊像：比其他四尊高大，青面，三目，须眉为红色，大张着嘴。头戴大折檐笠，折檐处带有暗波浪纹装饰，身穿交领右衽窄袖长袍，长袍是蓝色白缘，蓝色的袍面上有金色线状花纹，其中包括海水云龙纹，腰系明黄色带，蓝袍外面披着淡绿蓝缘长甲，长甲上面有金色花纹，似乎是团寿纹。尊像右臂向上举起，右手执一金柄短刀，左手执羂索。尊像游戏坐在白象的背上，白象面露喜色，昂首侧身向前，象鼻向上扬起，头顶带有较为华丽的装饰。尊像及坐骑背后有红色火焰背光。
- D青面三目尊像：面朝左下方，怒目瞪向观看壁画者。头顶有一鹰状物，身穿大红绿缘长袍，袍面上面有金色花纹，腰系绿色带，长袍外面披着青色蓝缘长甲，长甲上有金色团花图案，右手向上举起，手中持一金刚斧，左手执一羂索，足蹬蒙古长靴，长靴似乎是虎皮制成。尊像骑着一匹黑马，黑马向前飞奔，马鞍和马镫清晰。尊像背后有红色火焰背光。
- E白色身像：三面六臂，中主面和身体都是白色，右面是蓝色，左面是红色，三面各有三目，须眉都是黄色，红面显露正侧面，蓝面显露四分之三面。头戴黄色绿边笠，笠中空，空洞上面束有灰色高发髻，上身穿白色蓝缘甲，甲面上面有金色团花纹，上二手右手执长柄金刚钩、左手执金柄短刀，中二手右手在胸前持箭拉弓、左手持弓，下二手右手执剑，剑尖朝上，左手处在左腿部，手执一红色杖，腰系虎皮裙，游戏跨坐在绿鬃雪狮背上，绿鬃雪狮呈回首状前行。[5]

五尊像旁边各有多尊体形较小的形象，包括伴神、胡人、喇嘛高僧、坐骑牵引人、鬼怪等等。五尊像上方，即北壁壁画最上方，有13尊像，包括本尊、护法、度母、上师等等。
此处的壁画基本可和奥地利勒内·德·内贝斯基-沃杰科维茨（René de Nebesky-Wojkowitz）《西藏的神灵与鬼怪》一书第七章《白哈尔及其伴神》的白哈尔五身神对应。中间尊神C是白哈尔的伴神帝释，A是门普布查，B是战神一男，D是具木鸟形者，E是白哈尔。五位主神旁边分别是他们的坐骑牵引人、明妃、大臣、化身等等陪神。五身神各自主一方位，也各有名称前缀，“意之王帝释”主中央、“身之王门普布查”位居东方、“功德王具木鸟形者”位居西方、“语之王战神一男”位居南方、“业之王白哈尔”位居北方，五身神组从而形成了坛城。
乃琼庙佛殿西壁壁画中，A为该铺壁画的主尊，游戏坐在一匹白马上，正视观看壁画者，头戴两层五叶冠，束高髻并且以白布包裹，戴着大耳珰，面庞白色，三目，八字长须，身穿交领右衽红色绿缘长袍，袍面上有金色花纹，腰系黄带，外面披着青色蓝缘长甲，足蹬厚底蒙古靴，右臂向上举起，右手执长剑，左手放在左腿部，手中托红色宝盆，盆内有六颗摩尼宝珠。尊像四周有若干体形较小的伴神等等。主尊上部是宗喀巴师徒三尊，下部为三尊较大的尊像：武士、僧人、护法。画面北端大约三分之一部分是尸林。
上述主尊应当是念青唐古拉山神，为念青唐古拉山的统治神，是西藏的土著神灵。最初，他反对莲花生在西藏弘扬佛法，后来被收服成为佛教的护法神。他有时也被视为财宝护神。该山神有四种身相，其中的第一种与上述壁画中的形象较接近，但是壁画中右手托举的宝盆是四种化相中都没有的。下部的武士可能是其伴神，下部中间的僧人与整铺壁画有差别，时代应晚于壁画的原创时代，似乎是后人的作品。
乃琼庙佛殿东壁壁画中，B为该铺壁画的主尊，身像蓝色，游戏坐在一只棕色羊的背上，羊行走在血海之中。主尊正视观看壁画者，三目怒睁，龇牙咧嘴，头戴五骷髅冠，灰色焰发，身穿交领右衽红色绿缘长袍，袍面有金色散花图案，腰系黄带，外面披着青色蓝缘长甲，足蹬蒙古靴，右臂向上举起，右手执一长柄金刚锤，左臂张开，左手执一虎皮旗状物。主尊背后有火焰纹背光。主尊上部为三尊护法像。主尊下部有三尊像，中间一尊是武士像，左、右各为一尊护法像。画面北端是和西壁壁画对称的尸林。
上述主尊应当是具誓护法单坚的骑羊化相。具誓护法单坚又称“具誓金刚”、“善金刚居士”，为宁玛派三根本护法之一，也是格鲁派密宗寺院的护法。该神体系源于中亚。据说他在莲花生来西藏时设障碍进行阻挠，后来被莲花生收服成为密宗护法。他也有生财的功用，被尊为财神。单坚护法骑绿鬃白狮，骑羊是其主要化相之一。骑羊护法又称“嘎巴参巾”，作铁匠装束，被西藏铁匠尊为保护神，其左手托着吹火皮囊，右手执铜冒火锤。包头市博物馆现存一件以骑羊护法作为主尊的唐卡，唐卡中的尊像衣着、手中所持物品都和此处壁画的尊像一致。
念青唐古拉山神、具誓护法单坚都是格鲁派重要的护法神，等级较高；传说中他们都曾阻挠莲花生入西藏传法，后来都被收服为密宗护法神；二者都是“四部宝库护神”的成员，即都属于财神。蒙古地区的乃琼庙将他们当作白哈尔两侧的护法神，从教义上看有内在含义。蒙古地区对这两位护法神的图像进行了加工创造，比如西藏文献及传说中，念青唐古拉山神作为山神手中并无宝盆，但大召壁画中该神右手托一红色宝盆，可见蒙古人将其山神与财神的身份合二为一；具誓护法单坚作为铁匠神本应左手托着吹火皮囊，但大召壁画中则改持虎皮做的三角形旗状物。